# Ovčar
Ovčar (în sârbă chirilică: Овчар, pronunțat [ɔ̌ʋtʃaːr]) este un munte din vestul Serbiei, în apropierea orașului Čačak. Cel mai înalt vârf al său are o altitudine de 985 de metri deasupra nivelului mării. Muntele aparține de Alpii Dinarici. Împreună cu muntele Kablar, Ovčar formează pitorescul Defileu Ovčar-Kablar al râului Morava de Vest.

## Caracteristici
Muntele Ovčar se găsește la coordonatele 43°53′48″N 20°12′50″E / 43.89667°N 20.21389°E și cel mai înalt vârf al său are o altitudine de 985 de metri deasupra nivelului mării.
Este situat în marginea de nord-est a regiunii Dinaric, în timp ce muntele adiacent, care este foarte apropiat, Kablar (889 m) se află în regiunea Šumadija, în extremitatea sud-vestică. Printre cei doi munți curge râul Morava de Vest prin Defileul Ovčar-Kablar. Cele două vârfuri se află la doar doi kilometri și jumătate distanță în aer unul de celălalt. Clima este continentală montană și temperată. Ovčar și Kablar sunt vizibili pe vreme senină din părțile mai înalte ale Belgradului, de exemplu din Ripanj sau din Avala.

## Obiective turistice
O parte din acest munte este protejat ca proprietate naturală a Republicii Serbia. Natura și obiectivele turistice din Ovčar sunt vizitate de turiști din țară și din străinătate și sunt organizate de agenția de turism din Čačak. Nu departe de munte se află stațiunea balneară Ovčar. De-a lungul drumului care merge spre Ovčar Banja sub Muntele Ovčar, există numeroase mănăstiri. Populația din jur numește aceste mănăstiri „Muntele Sfânt Sârb (sau Athosul Sârbesc)”. Există în defileu în total douăsprezece mănăstiri active și două biserici.